# Å (Moskenes)
Pour les articles homonymes, voir Å.
Å (/oː/), anciennement Å i Lofoten, est un village de la commune de Moskenes, dans les îles Lofoten, en Norvège.

## Toponymie
Å, dernière lettre de l'alphabet norvégien, se prononce comme le « ô » du français. Le nom a pour origine un mot de vieux norrois signifiant « ruisseau ».
La municipalité de Moskenes a adopté Å comme nom officiel du village en 1986 ; deux ans auparavant, elle avait adopté l'appellation Å i Lofoten.

## Géographie
Å se trouve sur Moskenesøya (« l'île de Moskenes »), à proximité de l'extrémité méridionale de cette île et de l'archipel des Lofoten. Vers l'ouest s'étend un lac dénommé Ågvatnet, séparé de la mer par un bras de terre qui permet l'accès depuis le nord : c'est le trajet qu'emprunte la route européenne 10, dont la partie norvégienne, aussi appelée « route du roi Olaf », se termine à Å.
Å fut un important port de pêche spécialisé dans le poisson séché : jusqu'à la Seconde Guerre mondiale, ses séchoirs traitaient plus de 700 000 morues par saison ; son économie s'est depuis lors tournée vers le tourisme.
Le bâti comprend trois groupes principaux : les maisons de l'intérieur et celles du bord de mer forment ensemble le noyau du village de pêcheurs traditionnel, qu'entourent les habitations plus récentes. Les bâtiments anciens préservés — fermes, entrepôts, cabanes de pêcheurs (rorbuer), hangars à bateaux, séchoirs à morue, forges, boutiques, etc. — donnent à la localité des allures de « musée vivant ».

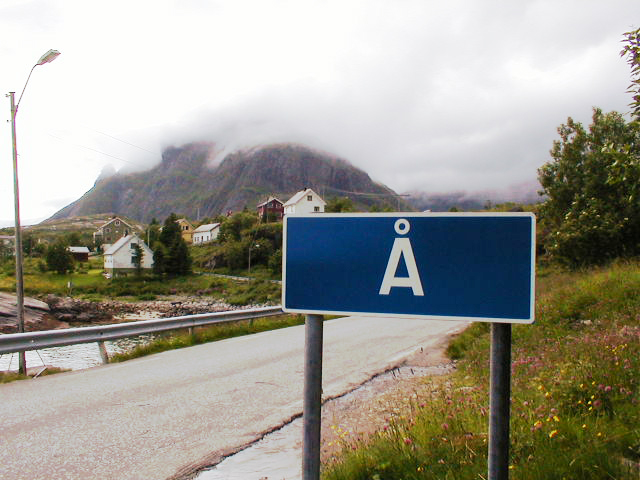
Panneau d'entrée, souvent dérobé[2].
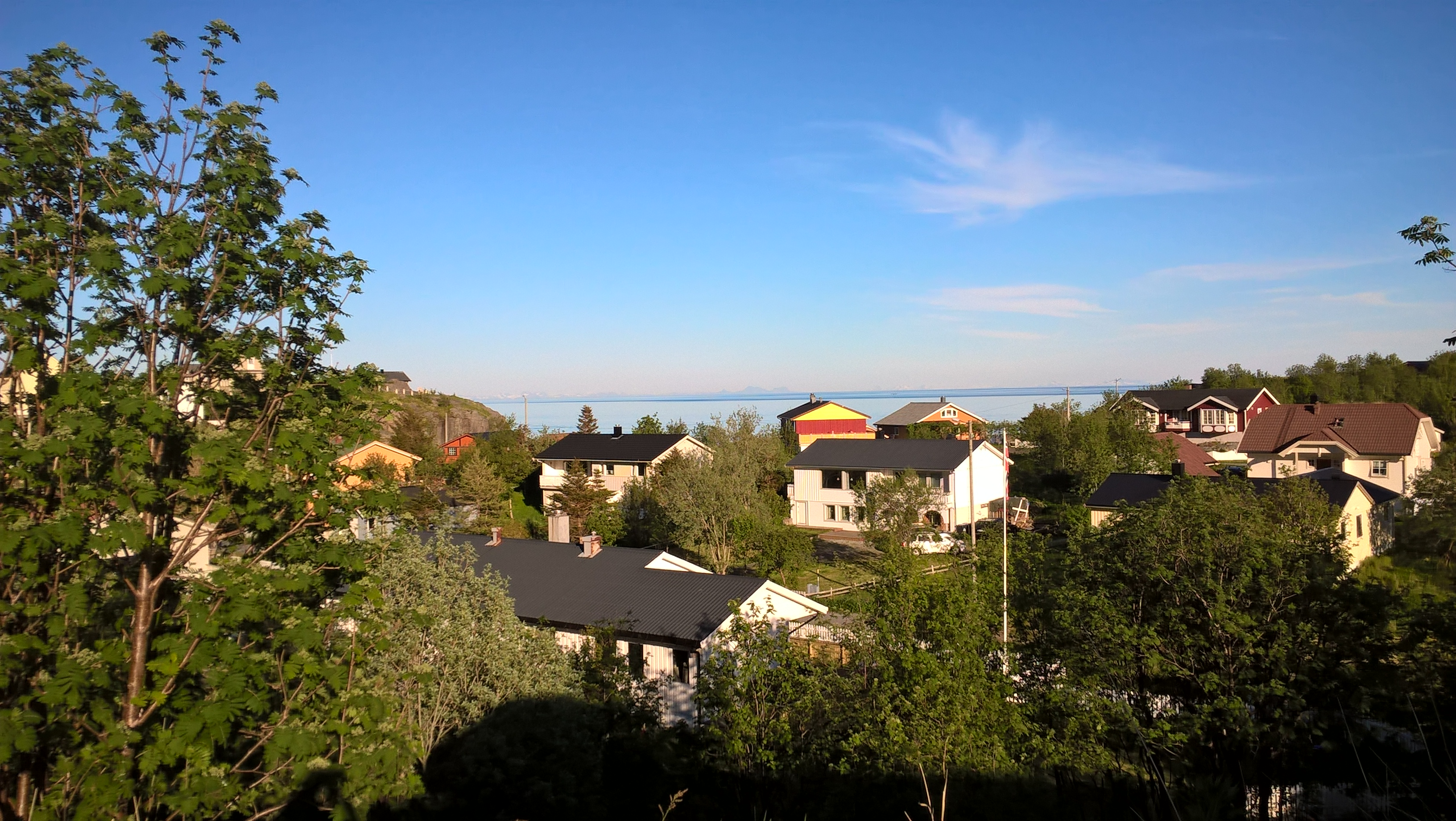
Vue du village depuis l'aire de stationnement principale.
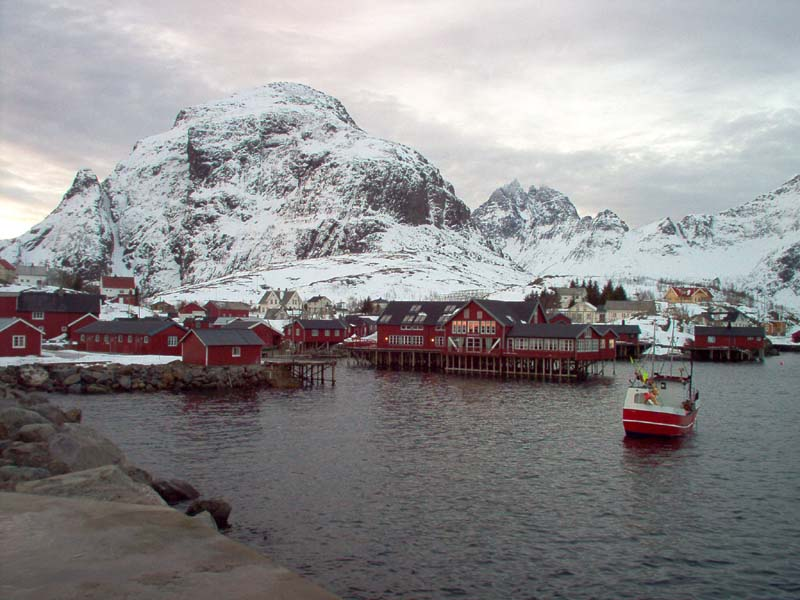
Vue sur les cabanes de pêcheurs (rorbuer).
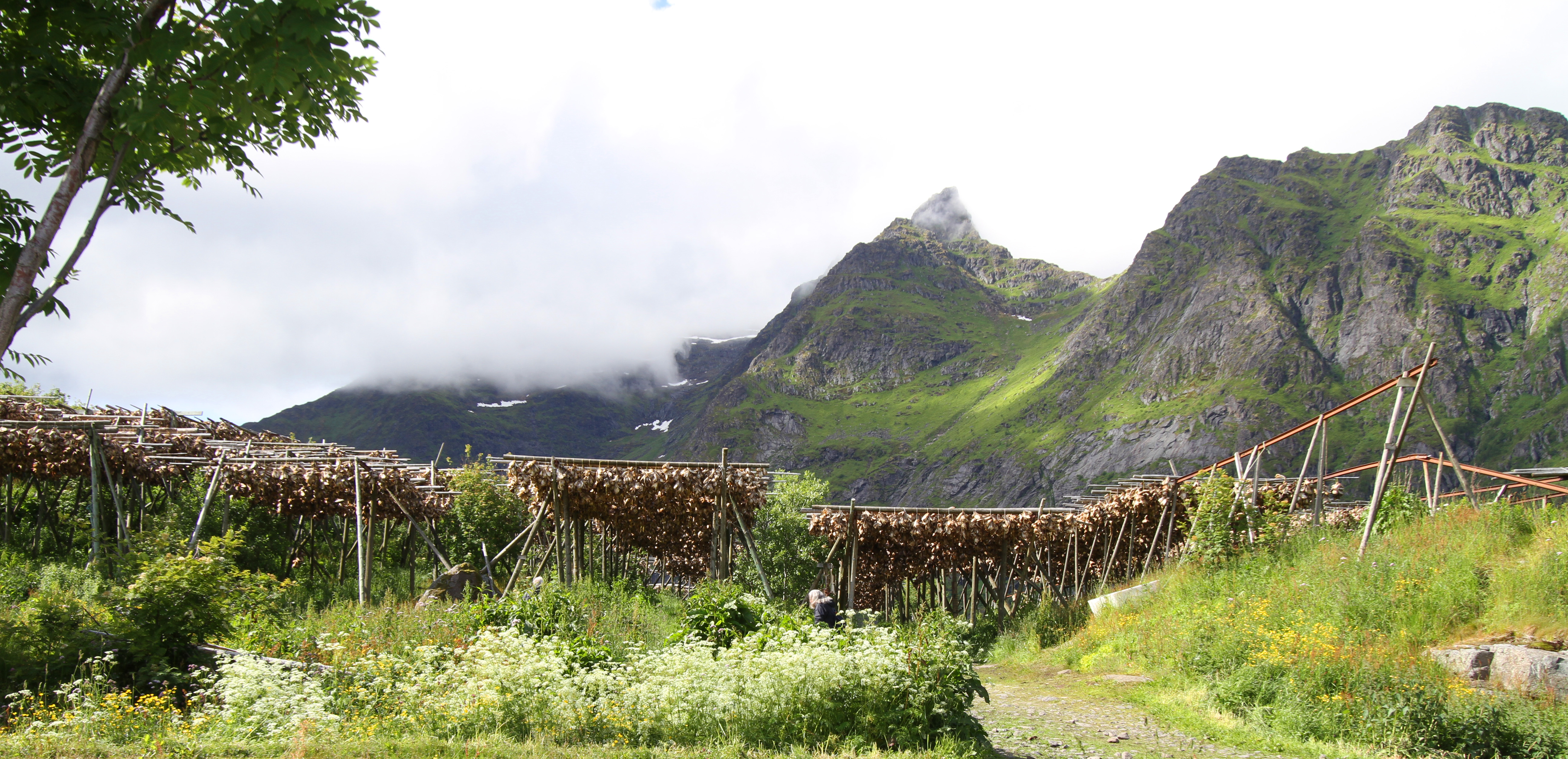
Séchoirs à poisson.

## Tourisme
Deux musées se disputent les visiteurs :
- le musée norvégien du Village de pêcheurs (Norsk Fiskeværsmuseum[5]), qui englobe 14 installations de pêche du XIXe siècle, dont une fabrique d'huile de foie de morue ;
- le musée du Poisson séché des Lofoten (Lofoten Tørrfiskmuseum[6]), centré sur la pêche et le séchage de la morue pour l'exportation[1].

Un sentier balisé et aménagé permet de faire le tour de l'Ågvatnet, le lac voisin.
En 2004, Å a été pris pour point de départ d'un parcours cycliste « de A à B, littéralement », où la place du B était occupée par Bee (Nebraska).

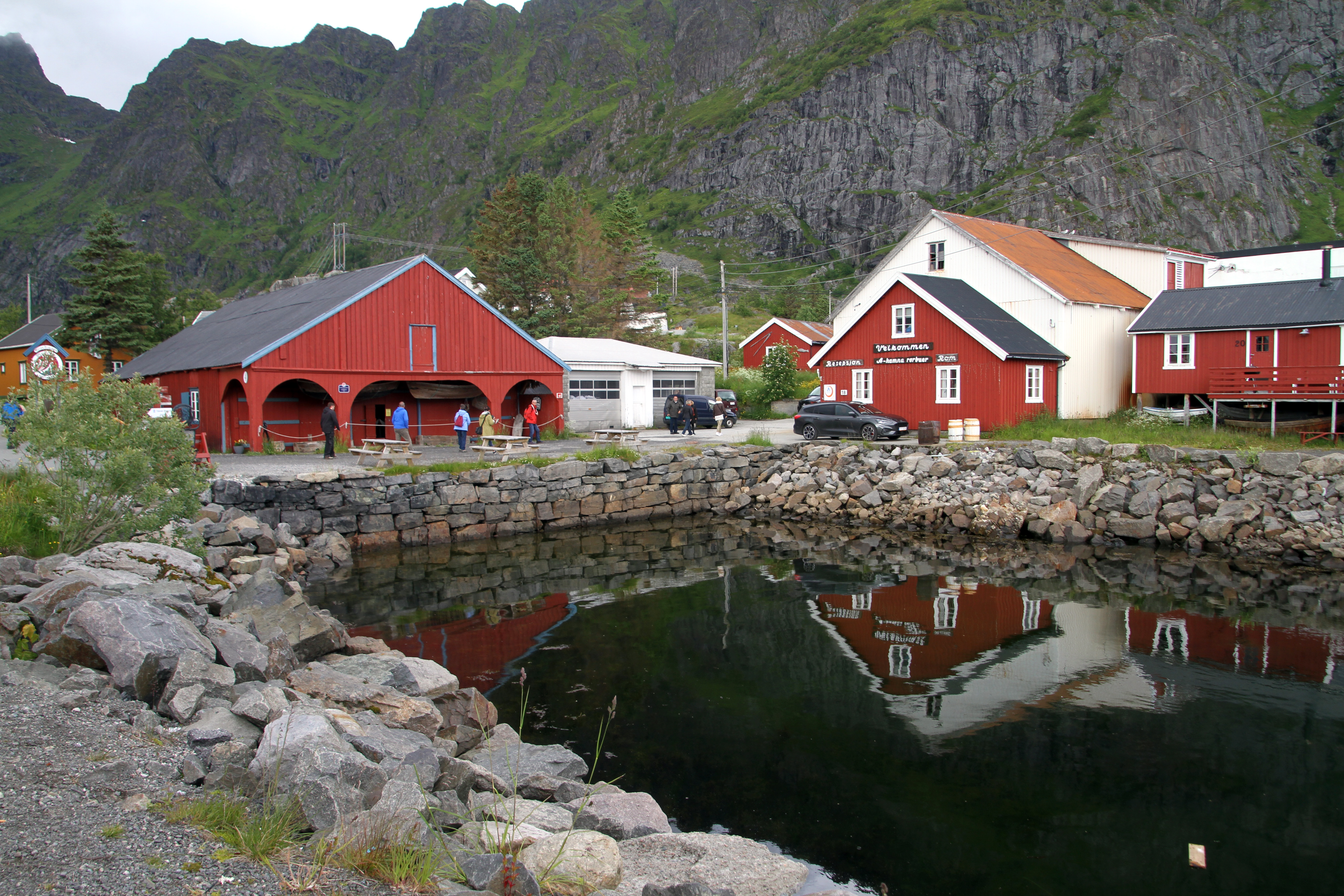
Musée du Village de pêcheurs.
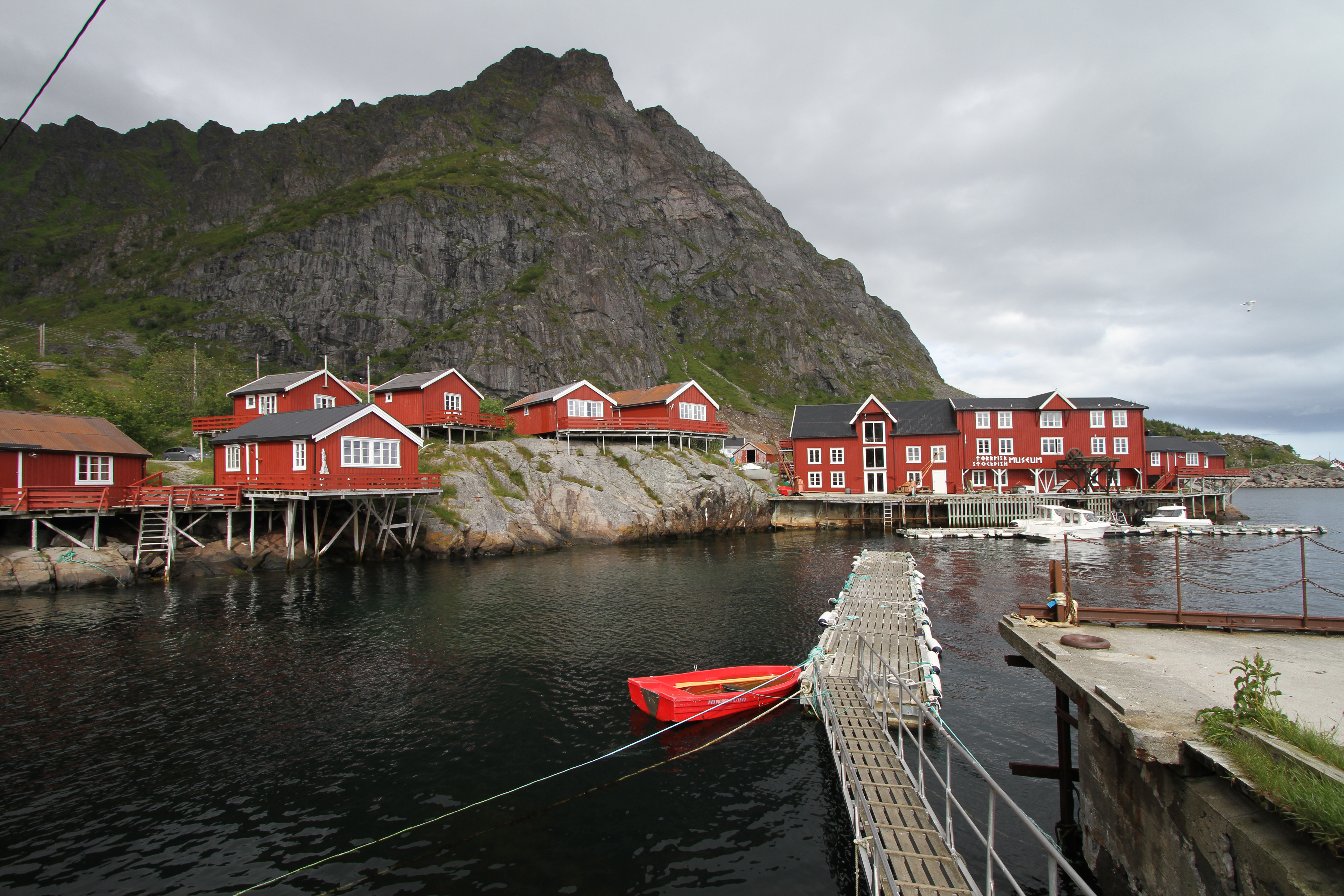
Musée du Poisson séché.
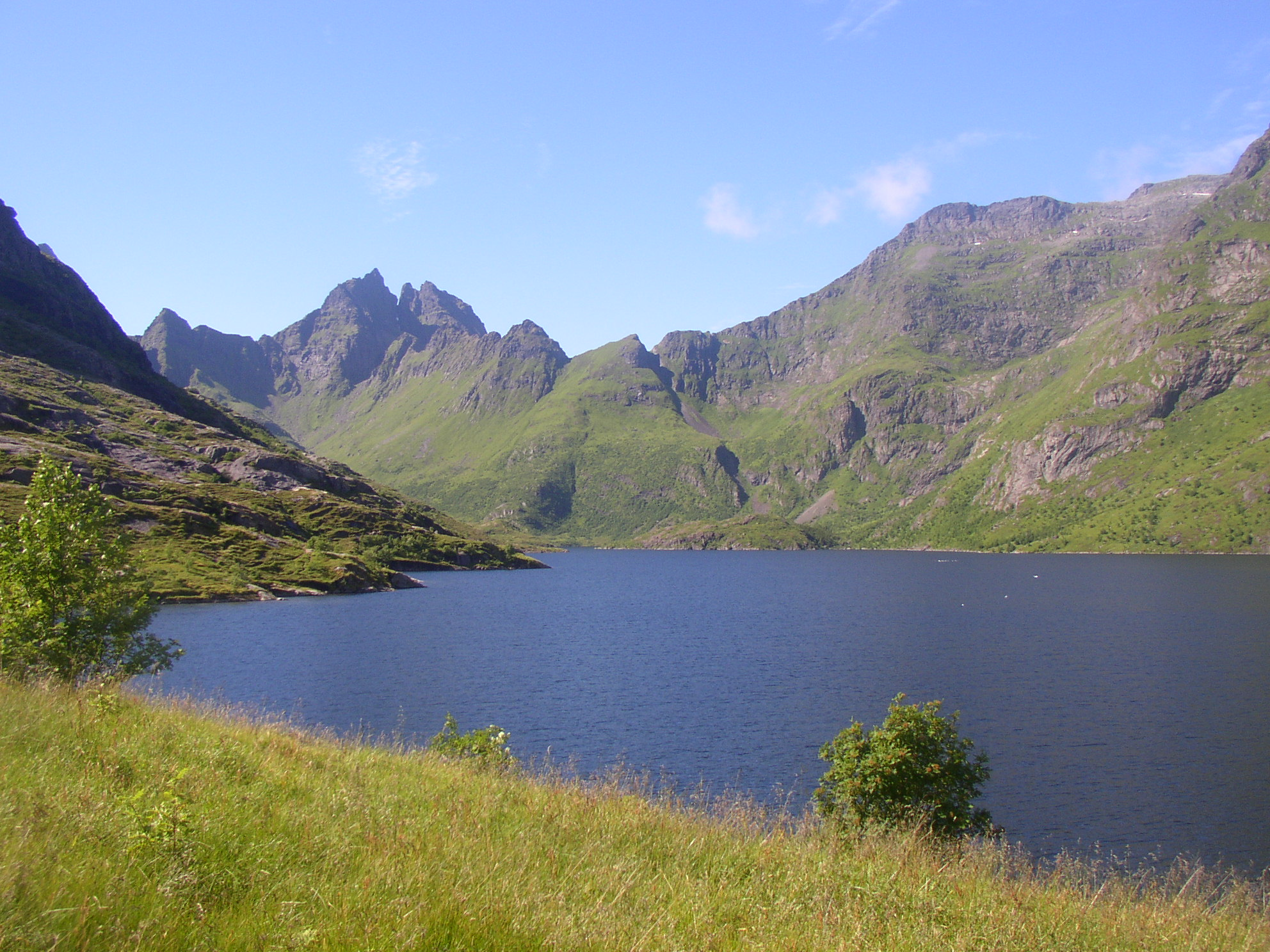
Ågvatnet, vu vers l'ouest.
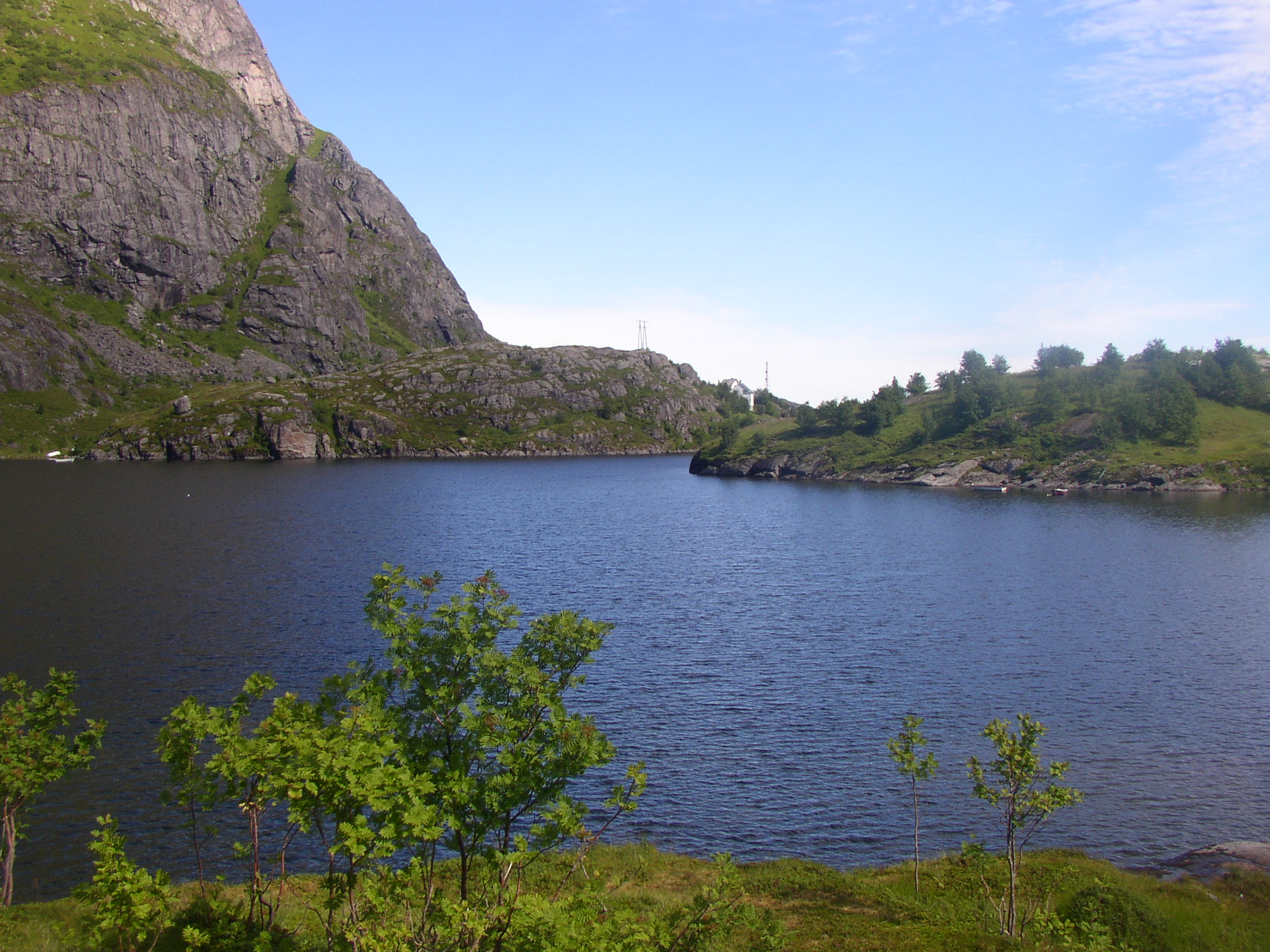
Ågvatnet, vu vers l'est.